# Boris Rodos
Boris Veniaminovič Rodos (rusky Борис Вениаминович Родос; 22. června 1905 Melitopol – 20. dubna 1956 Moskva) byl sovětský důstojník OGPU, plukovník NKVD a ministerstva státní bezpečností Sovětského svazu, který proslul jako aktivní účastník stalinských represí a krutý vyšetřovatel využívající při výsleších zadržených mučení. Mezi jeho oběti se během Velké čistky v 30. letech zařadily i mnohé známé či prominentní osobnosti režimu, jakými byli například Isaak Babel, Vlas Čubar, Aleksandr Kosarev či Kirill Afanasjevič Mereckov.
Ve věku 25 let byl v roce 1930 vyloučen z Komsomolu kvůli pokusu o znásilnění. O rok později vstoupil do komunistické strany a vstoupil do OGPU. Na velitelství NKVD v Moskvě byl přeložen v květnu 1937. Když se v následujícím roce stal šéfem NKVD Lavrentij Berija, byl Rodos povýšen a ustanoven zástupcem vedoucího oddělení vyšetřování. V roce 1943 byl povýšen do hodnosti plukovníka. Propuštěn byl v roce 1952 a čtyři měsíce po zatčení Beriji byl i Rodos v prosinci 1953 zadržen a vyšetřován. Den poté, co Nikita Chruščov odsoudil na XX. sjezdu KSSS Stalinův kult osobnosti, byl Rodos 26. února 1956 odsouzen k trestu smrti. Popraven byl v moskevské věznici Butyrka 20. dubna téhož roku.